# Lutjanus ambiguus
Espèce
Lutjanus ambiguus est une espèce de poissons de la famille des Lutjanidae.